# 那加新田町
那加新田町（なかしんでんちょう）は、岐阜県各務原市の地名。現行行政町名は那加新田町一丁目、二丁目。

## 地理
各務原市の那加地区に属する。町域の東部は那加幸町、那加太平町、西部は那加長塚町、那加神田町、南部は那加太平町、那加宮浦町、那加浜見町、那加大谷町、北部は那加長塚町、那加石山町、那加野畑町に接する。
地名は、江戸時代に存在した長塚村の枝郷、長塚新田に因む。
道路
- 県道152号岐阜各務原線

## 歴史
1978年（昭和53年）1月31日、この地域の区画整理が行われ、那加長塚町の一部と那加新加納町の一部、那加太平町の一部をもって那加新田町を設立する。

## 世帯数と人口
2024年（令和6年）10月1日現在の世帯数と人口は以下の通りである。
| 丁目             | 世帯数  | 人口    |
| ---------------- | ------- | ------- |
| 那加新田町一丁目 | 205世帯 | 494人   |
| 那加新田町二丁目 | 251世帯 | 606人   |
| 計               | 456世帯 | 1,100人 |

## 小・中学校の学区
市立小・中学校に通う場合、学区は以下の通りとなる。
| 番・番地等 | 小学校                   | 中学校               |
| ---------- | ------------------------ | -------------------- |
| 全域       | 各務原市立那加第一小学校 | 各務原市立那加中学校 |

## 主な施設
- 認定こども園　ひよし幼稚園
- 縣神社
- 新田町公民館
- 新田公園